# Maria Anna von Hessen-Wanfried
 Maria Anna Johanna Ludovica von Hessen-Wanfried (* 8. Januar 1685 in Wanfried; † 11. Juni 1764 in Erfurt) war eine landgräfliche Prinzessin aus der Nebenlinie Hessen-Wanfried des Hauses Hessen.

## Leben
Maria Anna wurde als Tochter des paragierten Landgrafen Karl von Hessen-Wanfried und dessen Gemahlin Alexandrine Juliane von Leiningen-Dagsburg (1651–1703), Witwe des Landgrafen Georg III. von Hessen-Darmstadt, geboren. Ihre Geschwister waren:
- Wilhelm (1671–1731)
- Friedrich (1673–1692)
- Charlotte Amalie (1679–1722, ⚭ Fürst Franz II. Rákóczi)
- Sophia Leopoldina (1681–1724, ⚭ Reichsgraf Philipp Karl zu Hohenlohe-Bartenstein)
- Christina Francisca (1688–1728, ⚭ Dominik Marquard zu Löwenstein-Wertheim-Rochefort)
- Christian (1689–1755)
- Juliana Elisabetha (1690–1724, ⚭ Christian Otto Graf von Limburg-Styrum) und
- Eleonora Bernardina (1695–1768, ⚭ Hermann Friedrich, Graf zu Bentheim-Bentheim).

Maria Anna wurde zunächst – wie ihre Schwestern – Kanonisse. Sie kam in das Reichstift Thorn bei Roermond und war dort bis 1703 tätig. Am 15. Juli 1703 heiratete sie den unebenbürtigen Daniel von Ingenheim (* 28. März 1666 in Metz), der aus einem edelfreien elsässisch-lothringischen Adelsgeschlecht stammte und der Sohn des Jean de Ingenheim (1627–1673, Parlamentsadvokat in Metz) und dessen Gemahlin Marie Mozet (1630–1690) war. Die Familie gehörte zu den französischen Protestanten (Hugenotten). Nach dem Edikt von Fontainebleau im Jahre 1685 flohen Daniel und drei seiner Brüder nach Deutschland. Daniel kam an den Hof des Landgrafen Karl von Hessen-Wanfried, Maria Annas Vater, wo er zum Stallmeister ernannt wurde. Maria Annas Schwestern waren allesamt mit reichsfürstlichen oder reichsgräflichen Prinzen verheiratet; Daniel kam aus einem edelfreien Geschlecht und war damit nicht ebenbürtig. Mit der Hochzeit konvertierte er zum katholischen Glauben. Die Erhebung in den Reichsfreiherrenstand war eine Folge der Ehe, aus der zwei Kinder hervorgingen:
- Maria Caroline (1704–1749), Mätresse Karl Albrechts von Bayern, und
- Karl Wilhelm (1706–1761), Feldmarschallleutnant in der Kaiserlichen Armee.

Maria Anna und Daniel lebten überwiegend in Erfurt. Nach dem Tod ihres Mannes im Jahre 1723 zog sie sich ganz nach dort zurück. Wiederholt hatte sie sich an die Regierung in Kassel gewandt, um dort die Auszahlung des fürstlich hessischen Heiratsgeldes zu erwirken. Sie erhielt stets die Antwort, dass dieses Geld nur denen aus dem Fürstenhaus heiratenden Frauen ausgezahlt würde, die sich standesgemäß mit einem reichsfürstlichen Prinzen oder zumindest Reichsgrafen vermählen würden.